# تل الكرداني

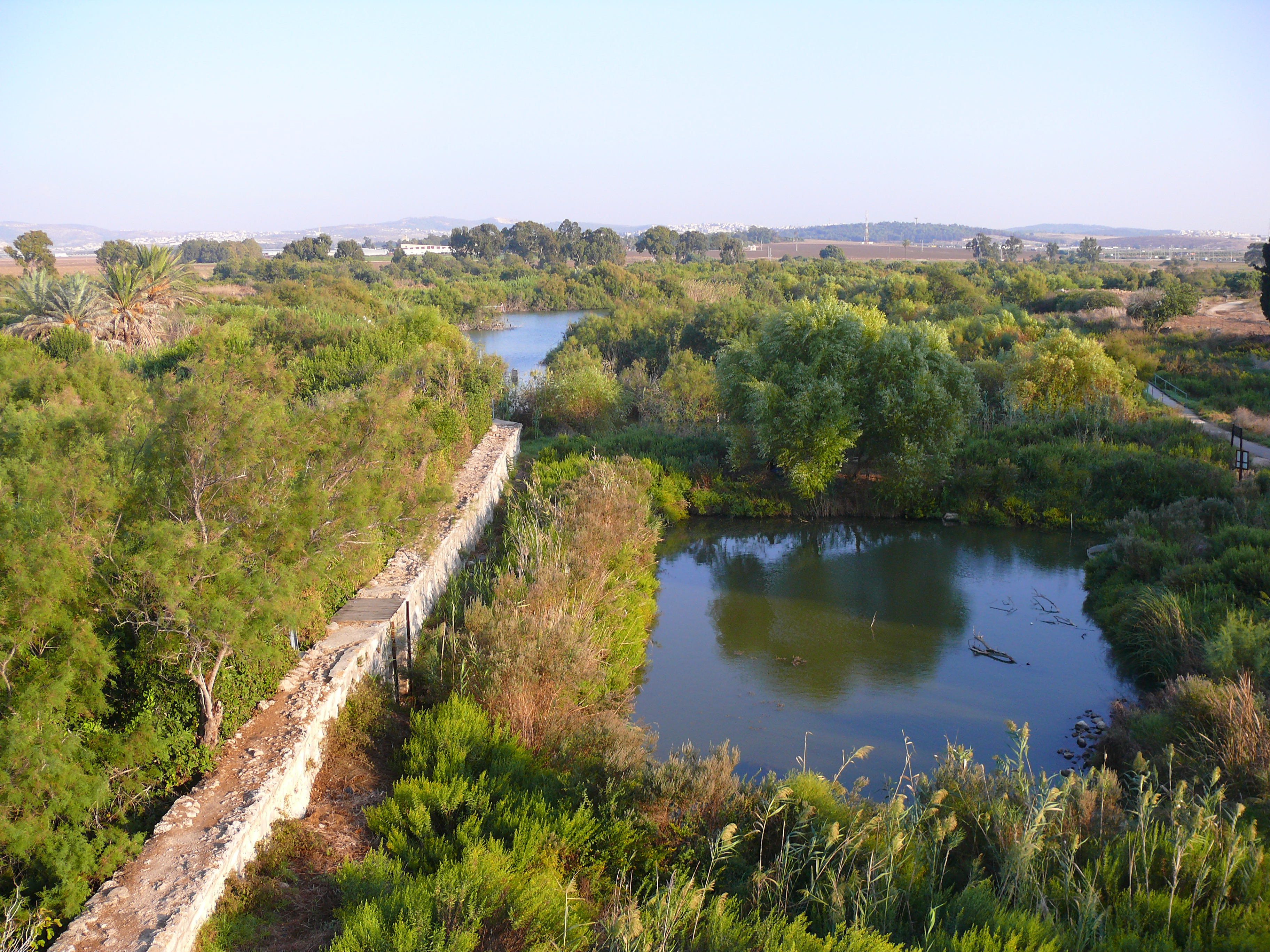
منظر عام للسد الصليبي وللبرك في تل الكرداني

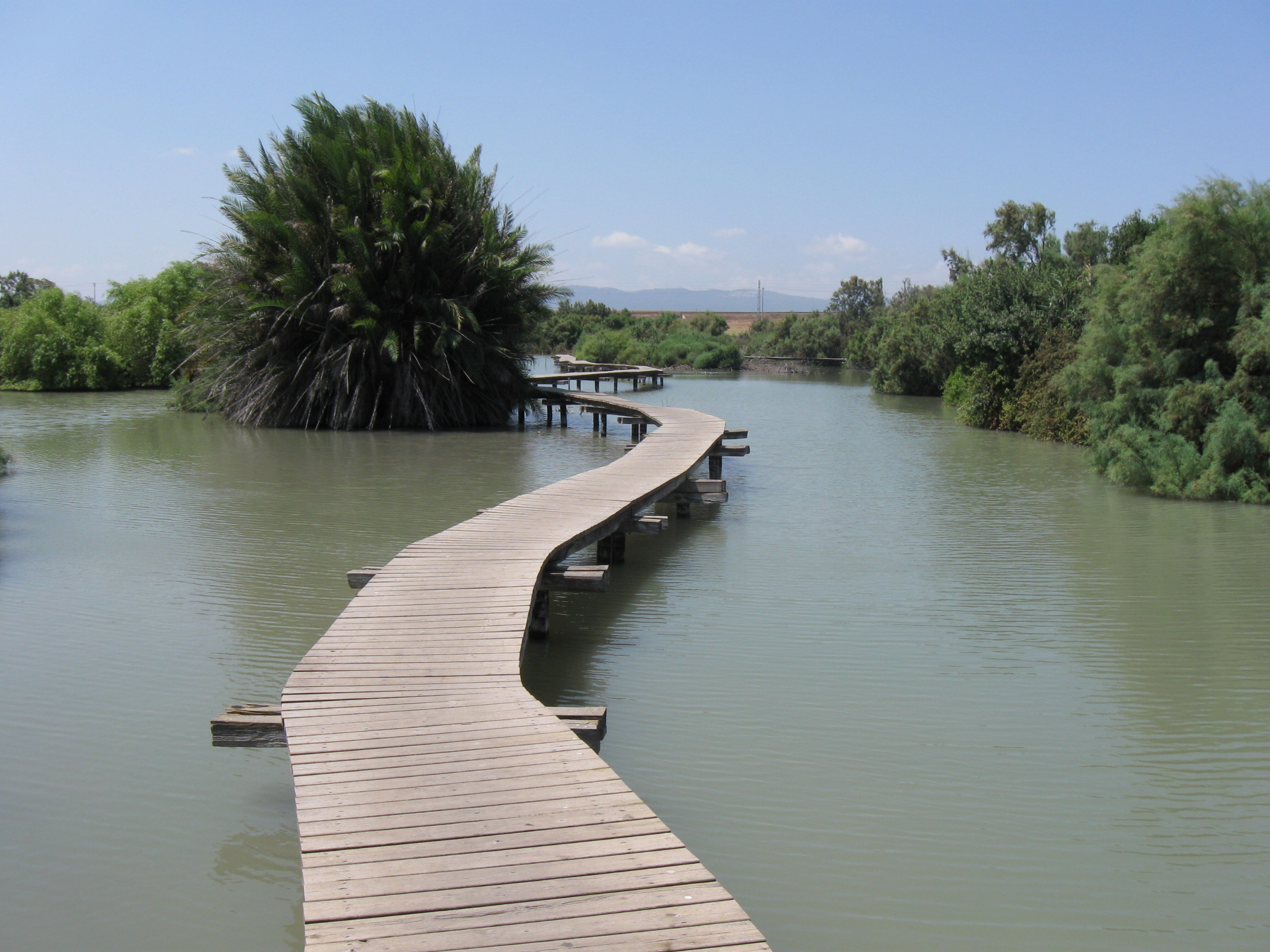
محمية تل الكرداني الطبيعية

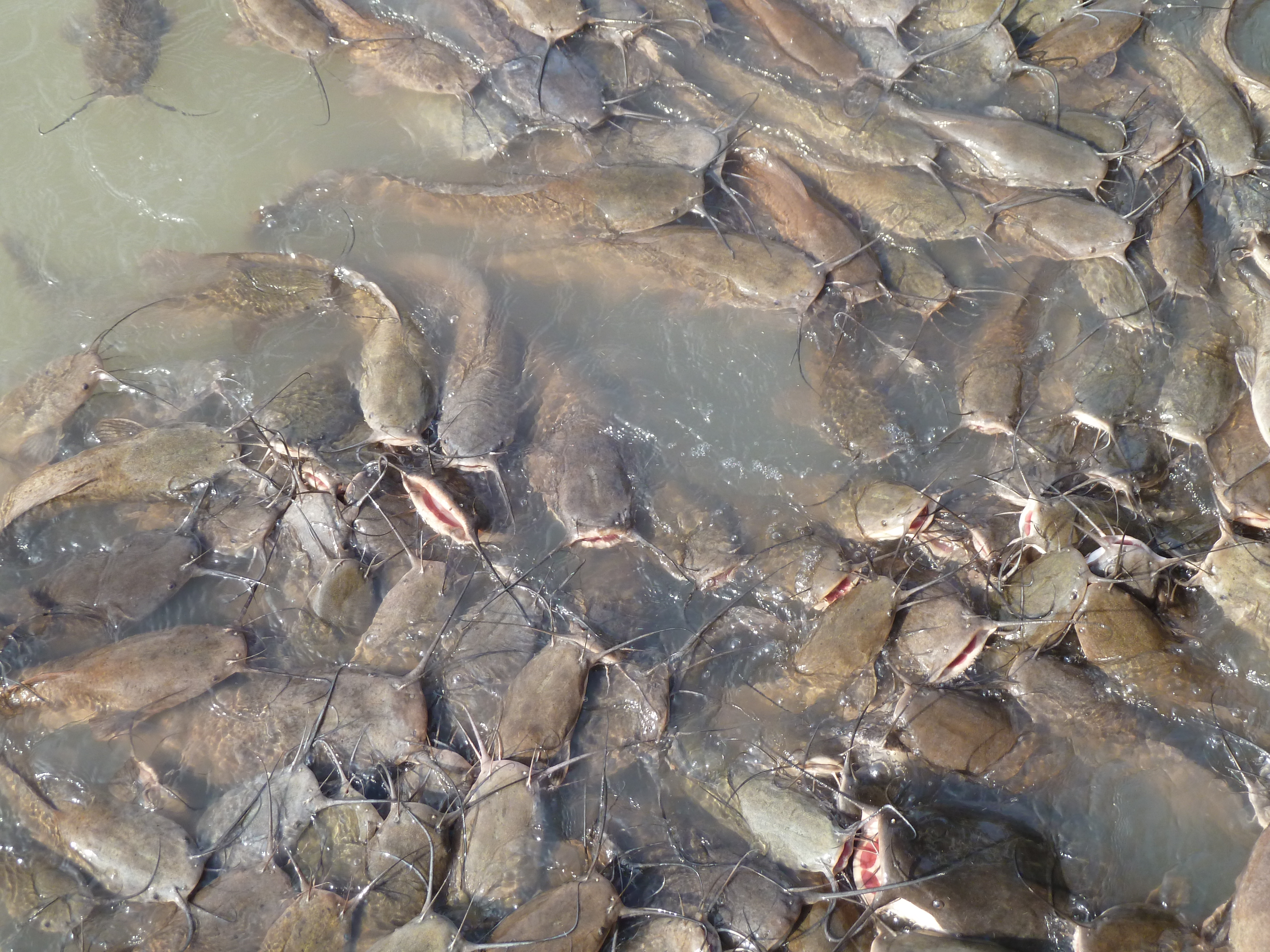
سمك قرموط في تل الكرداني

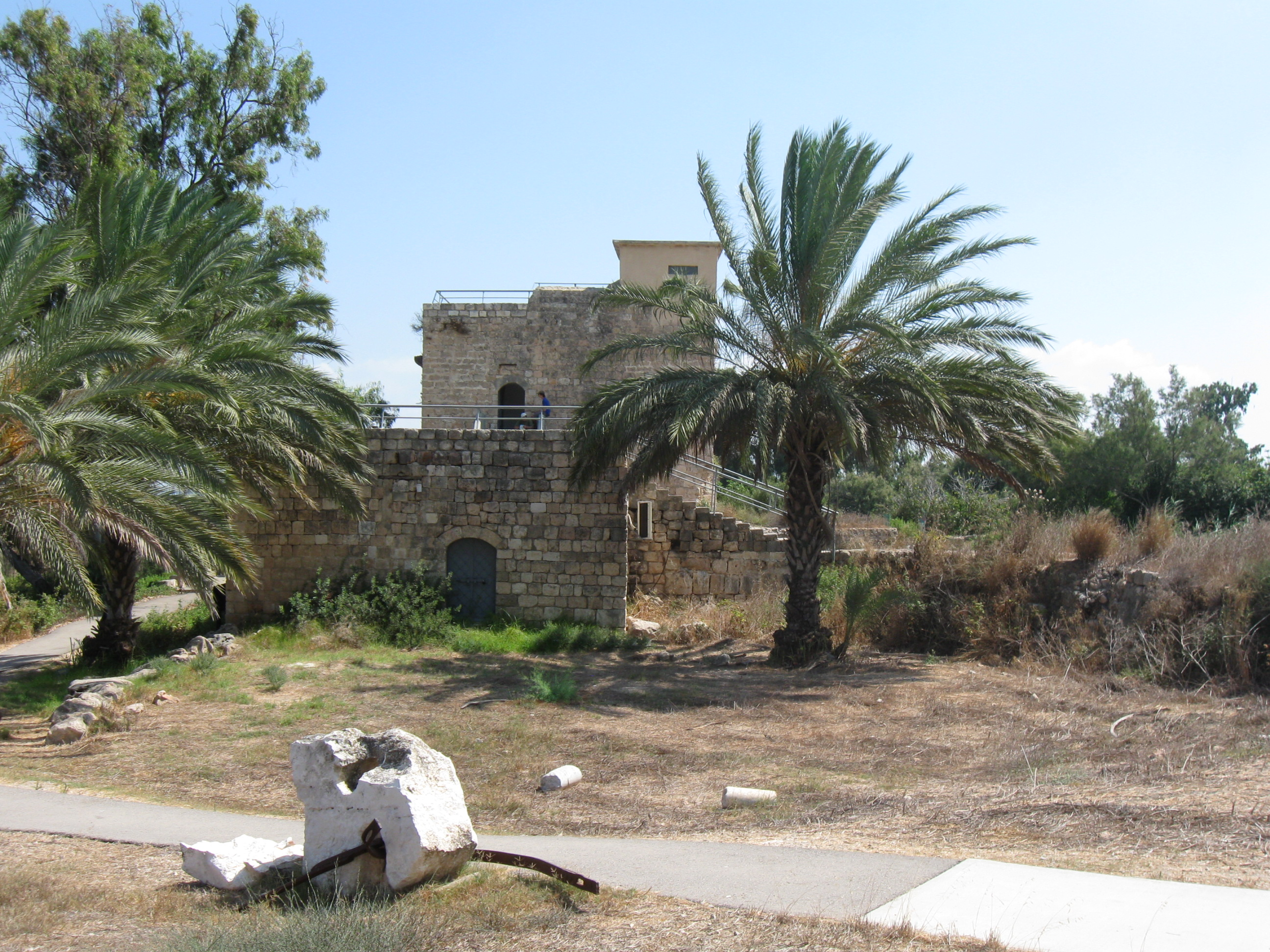
مطحنة تل الكرداني الصليبية والبرج المحصن

تل الكرداني أو تل الكردانة، (بالعبرية: תל אפק‏) - تلفظ بالعبرية تل آفيك، هو موقع أثري في فلسطين، يقع في المناطق الواقعة خلف الساحل لمحمية تل الكردانة الطبيعية (تعرف المحمية باللغة العبرية باسم: شمورات عين آفيك)، في شرق كريات بياليك.

## التاريخ
هذا الموقع هو ما تبقى من بلدة أفيك [الإنجليزية] المذكورة في الكتاب العبري، والذي ذكرت في يوشع 19:30 و القضاة 1:31على أنها تنتمي إلى سبط أشير. وفقًا لتاريخية الكتاب المقدس، كانت هذه المنطقة جزءًا من كابول، وقد قدمها سليمان لحيرام الأول كمكافأة على الخدمات المختلفة التي قدمها له في بناء الهيكل الأول. 1 الملوك 9:12.

### العصر النحاسي
الموقع يحوي آثار التي يعود تاريخها إلى العصر النحاسي.

### العصر البرونزي
تم التنقيب عن مقابر في هذا الموقع التي تعود لفترة العصر البرونزي الوسطي والعصور البرونزية المتأخرة.

### الفترة الكلاسيكية القديمة
تم العثور على فخار من الحقبات الفارسية (الإمبراطورية الأخمينية)، و الهلنستية والرومانية، والعصور البيزنطية في هذا الموقع.

### العصر الصليبي / المملوكي
تم العثور على الفخار من العصور الصليبية في هذا الموقع. في العصر الصليبي، كانت تعرف باسم Recordane (ركورداني)، وفي عام 1154، إمتلك المطحنة (الطاحونة) والقرية فرسان الإسبتارية. امتلك فرسان الإسبتارية طواحين المياه في هذا الموقع لعدد من السنوات. بين عام 1235 وعام 1262، كان هنالك نزاع بين فرسان الإسبتارية مع فرسان الهيكل حول حقوق المياه.
تم إجراء عمليات تنقيبية على اثنتين من القنوات، التي يعود تاريخها إلى هذا العصر.
في عام 1283 كانت لا تزال جزءًا من الدول الصليبية، حيث تم ذكرها كجزء من نطاق الدول الصليبية في الهدنة التي تمت بين الصليبيين المقيمين في عكا والسلطان المملوكي المنصور سيف الدين قلاوون.
بحسب المقريزي، أصبحت هذه المنطقة تحت الحكم المملوكي في عام 1291م، عندما ورد ذكرها باسم كردانة (أو كرداني) عندما خصص السلطان الأشرف صلاح الدين خليل دخل القرية لوقف في القاهرة.
لا يزال قائم في الموقع حصن مكون من طابقين. ومطحنة (طاحونة) دقيق التي تعمل بواسطة تدفق الماء، حيث كان يتم استخدامها في الطابق السفلي.

### العصر العثماني
أدمجت هذه المنطقة في الإمبراطورية العثمانية عام 1517، ظهرت تحت اسم كفرداني في دفتر عام 1596، وكان مسجل أنها تقع في ناحية عكا من لواء سنجق عكا. وقد أعطي ملاحظة أن القرية بوضع «خالي» (خالي أو فارغ)، ولكن تم دفع الضرائب، التي وصل مجموعها ل 1800 آقجة. ذهبت كل الإيرادات إلى وقف ما. تمت إضافة درج لسقف البرج للمطحنة، وتم أيضا إضافة حجرتين إضافتين للدولاب (عجل المطحنة) في الجزء الجنوبي من المطحنة (الطاحونة) في العهد العثماني.
في عام 1856 تم تسمية المكان كرداني أو كردانة على خريطة جنوب فلسطين التي نشرها هينريخ كيبرت في ذلك العام.
في عام 1881، بعد مسح جغرافي أقامه صندوق استكشاف فلسطين لفلسطين الغربية، تم العثور في خ. خردانه (شرق الطاحونة) فقط على أكوام من الحجارة. الاسم خ. خردانة تم اعتباره على أنه يعني خربة كرداني، و.د.
في عام 1900، وجد غوتليب شوماخر في الموقع علامات أو كتابات على المطحنة (الطاحونة) التي اعتقد أنها علامات فينيقية.

### عصر الانتداب البريطاني
في عام 1925 اشترت منظمة صهيونية 1500 دونم في منطقة كردانه (كرداني) من ألفريد سرسق من عائلة سرسق من بيروت. في ذلك الوقت، كانت 20 عائلة تعيش هناك.
في تعداد فلسطين لعام 1931، تم حساب "Mathanat Kurdani" (مثانات؟ كرداني) كجزء من منطقة شفا عمرو.

## محمية تل الكردانة الطبيعية
محمية تل الكردانة الطبيعية (في العبرية: شمورات عين أفيك)، التي أعلن عنها عام 1979، تغطي مساحة 366 دونم. تم الإعلان عن 300 دونم إضافي في عام 1994. أبرز معالم الحديقة تشمل، القلعة الصليبية وقنوات المياه الطبيعية والبحيرة، والتي تستمد مياهها من ينابيع عين الكردانة أو عين الكرداني المتدفقة على مدار العام، والتي هي نفسها مصدر نهر النعامين.

## روابط خارجية
- مسح غرب فلسطين، خريطة 5: IAA، مشاعات ويكيميديا